# XY Большого Пса
XY Большого Пса (лат. XY Canis Majoris) — двойная затменная переменная звезда типа Алголя (EA) в созвездии Большого Пса на расстоянии приблизительно 3489 световых лет (около 1070 парсеков) от Солнца. Видимая звёздная величина звезды — от +13,9m до +13,3m. Орбитальный период — около 1,4097 суток.